# Çanlı Kilise
Koordinaten: 38° 17′ 54,6″ N, 34° 8′ 7″ O

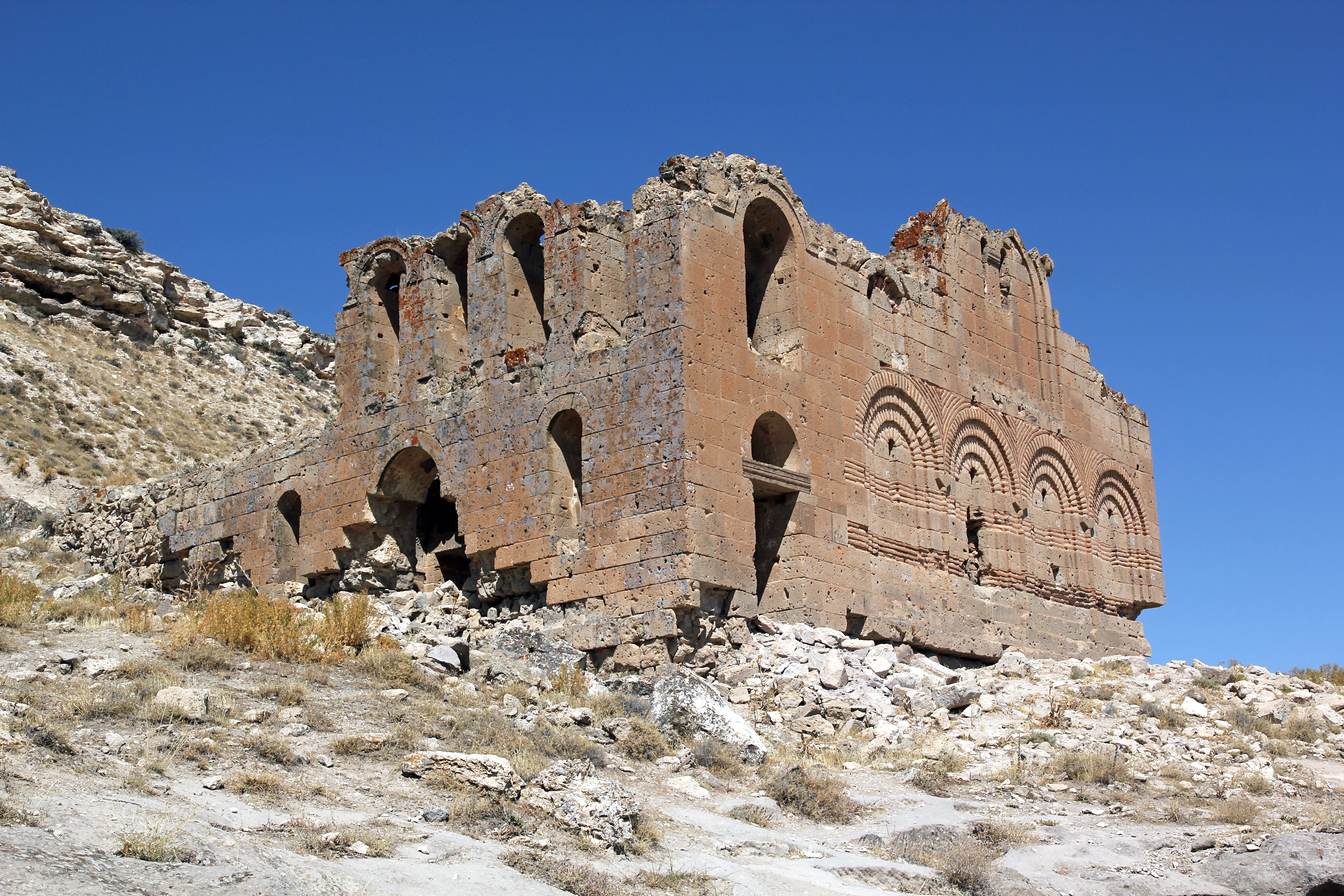
Kirche von Süden

Die Çanlı Kilise (türkisch für Glockenkirche) ist eine byzantinische Kirche im südlichen Kappadokien. Sie ist umgeben von einer Siedlung mit in den Felsen gegrabenen Wohnungen, Wirtschaftsgebäuden und weiteren Kirchen. Da der frühere Name des Ortes nicht bekannt ist, wird die Siedlung in der Fachliteratur ebenfalls als Çanlı Kilise bezeichnet. Siedlung und Kirche sind wahrscheinlich im 10. und 11. Jahrhundert entstanden.

## Lage
Die Kirche liegt am Südhang eines Tafelberges zwischen den Orten Akhisar im Westen und Çeltek im Nordosten, im zentralen Bezirk der türkischen Provinz Aksaray. Die Siedlung zieht sich von Westen nach Osten halbkreisförmig etwa einen Kilometer im Süden um den Tafelberg herum. Der Berg ist von den beiden Orten jeweils etwa drei Kilometer entfernt, die Entfernung nach Aksaray beträgt etwa zehn Kilometer. Die Stätte ist von Akhisar ebenso wie von Çeltek über einen Schotterweg zu erreichen.

## Forschungsgeschichte
Die ersten Aufnahmen der Kirche lieferte 1895 der russische Kunsthistoriker Jakow Iwanowitsch Smirnow (1869–1918), auf die sich 1903 der österreichische Kunstgeschichtler Josef Strzygowski in seiner Beschreibung des Baus bezog. 1906 besuchte der deutsche Historiker Hans Rott auf einer Kleinasienreise die Kirche, gefolgt von der britischen Forschungsreisenden Gertrude Bell gemeinsam mit dem Archäologen William Mitchell Ramsay 1907. Weitere Veröffentlichungen erfolgten durch Marcell Restle 1979 sowie denselben gemeinsam mit Friedrich Hild 1981. Eine Veröffentlichung der Wandmalereien lieferte 1980 S. Y. Ötüken. Im Juni 1994 begann der Kunstgeschichtler Robert Ousterhout mit Studenten der University of Illinois, der University of Newcastle upon Tyne und der Hacettepe-Universität einen gründlichen Survey der Kirche einschließlich der umliegenden Siedlung.

## Kirche

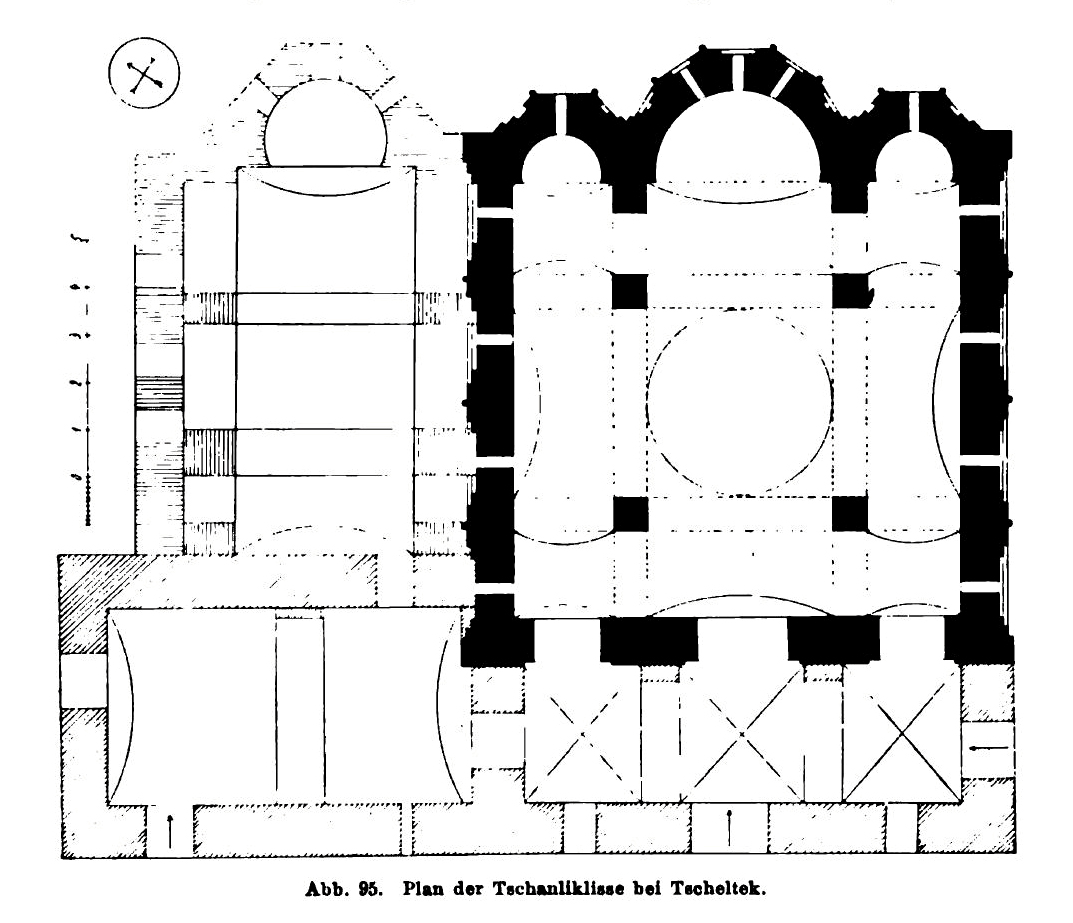
Grundriss der Kirche von Hans Rott

Die nach Nordosten ausgerichtete Çanlı Kilise ist eine dreischiffige Basilika mit einem Kreuzkuppelgewölbe. Das Mittelschiff wurde in Südwest-Nordost-Richtung von einem Tonnengewölbe bedeckt, das Querschiff in Nordwest-Südost-Richtung. Die Eckteile der schmaleren Seitenschiffe entsprachen in der Gewölberichtung dem Mittelschiff. In den Apsiden endeten die Tonnen jeweils in einer Halbkuppel. Das zentrale Feld war von einer Kuppel bekrönt, die auf einem zwölfeckigen Tambour ruhte. Getragen wurde die Dachkonstruktion von vier Pfeilern mit einfachen Kämpferkapitellen. Bei Rotts und Bells Besuch standen noch zwei davon, um 1954 stürzte das Dach komplett ein. An der Nordwestseite der Kirche ist eine einschiffige Nebenkapelle (Parekklesion) angebaut. Sie hat die gleiche Länge wie die Hauptkirche und wurde von einem auf zwei Gurtbögen ruhenden Tonnengewölbe bedeckt, den Abschluss bildete im Nordosten eine halbgekuppelte Apsis. Beiden Kirchen ist im Südwesten ein gemeinsamer, möglicherweise später angebauter Narthex vorgelagert. Dessen nördlicher Teil war tonnengewölbt und hatte eine Tür im Westen, der südliche war zweigeschossig mit drei Kreuzgewölben im unteren und einer Tonne im oberen Stockwerk. Eingänge waren im Süden und Westen, im Obergeschoss gab es drei Durchgänge zur Empore über dem Naos. Haupt- und Nebenkirche waren reichhaltig mit Fresken ausgestattet, von denen nur noch sehr spärliche Reste erhalten sind. In Teilen noch erkennbar ist eine Reihe von ehemals sieben Heiligen im Bischofsornat in der Hauptapsis. Beleuchtet wurde der Innenraum durch je vier schlitzförmige Fenster in den Seitenwänden, drei in der Mittelapsis und je eines in den Seitenapsiden. Hinzu kamen weitere Fenster in der oberen Etage sowie vier im Tambour. Die Außenwände sind verziert durch hufeisenförmige Nischen um die Fenster, die mit Ziegeln gemauert sind, während das tragende Mauerwerk aus Steinquadern besteht. Die Apsiden sind von außen polygonal verkleidet, die mittlere fünfeckig, die seitlichen dreieckig. Aufgrund von Baustil und der Freskenausstattung wird die Kirche etwa ins 11. Jahrhundert datiert.
Kurz nach Ende der ersten Saison von Ousterhouts Untersuchungen fanden Raubgräber im nördlichen Narthex zwei Mumien, die sie versuchten zu verkaufen. Sie wurden festgenommen und die Mumien durch Polizeikräfte ins Museum Aksaray gebracht. Daraufhin startete der Archäologe Demet Kara in Zusammenarbeit mit dem Direktor des Museums Mühsin Endoğru Rettungsgrabungen. Dabei wurden im Nordnarthex 16 Gräber freigelegt, die in den darunter anstehenden Felsen gehauen waren. Sie waren bis auf zwei alle geplündert, es konnte aber nachgewiesen werden, dass sie bis in nachbyzantinische Zeit im 16. Jahrhundert mehrfach belegt worden waren. Im darüberliegenden Schutt wurden neben Kleinfunden wie Münzen, Schmuckgegenständen, Kleidungsteilen und Fragmenten von Manuskripten auch weitere Mumien und Mumienfragmente von Kindern und Erwachsenen gefunden. Die Mumifizierung ist der Lagerung in dem trockenen, vulkanischen Boden zu verdanken. Sie sind heute im Aksaray Museum ausgestellt.

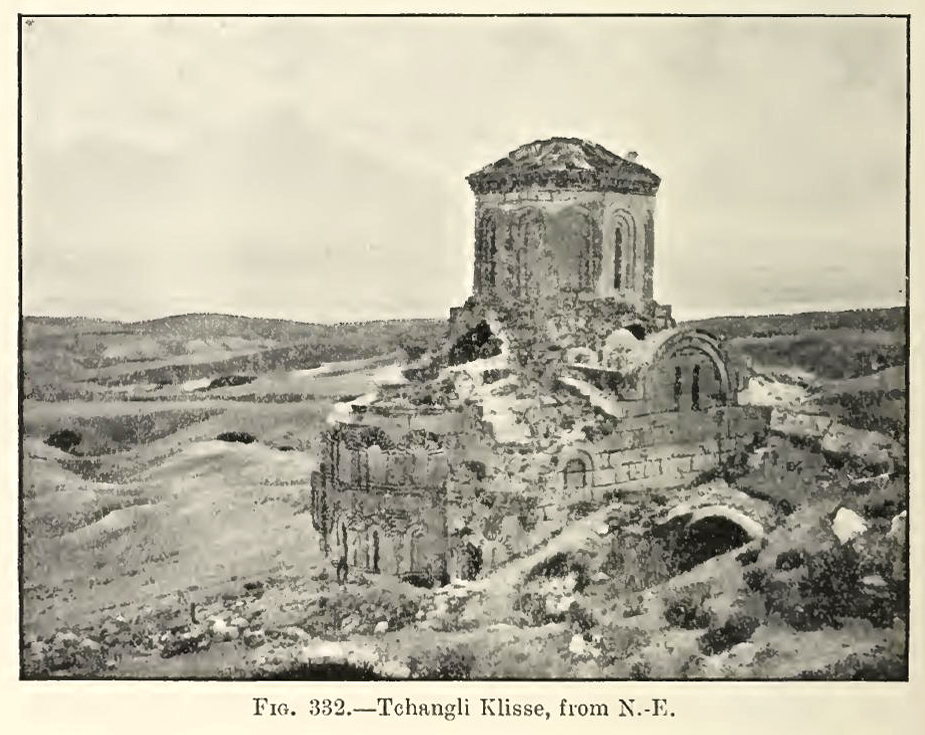
Çanlı Kilise 1907, Photographie von Gertrude Bell
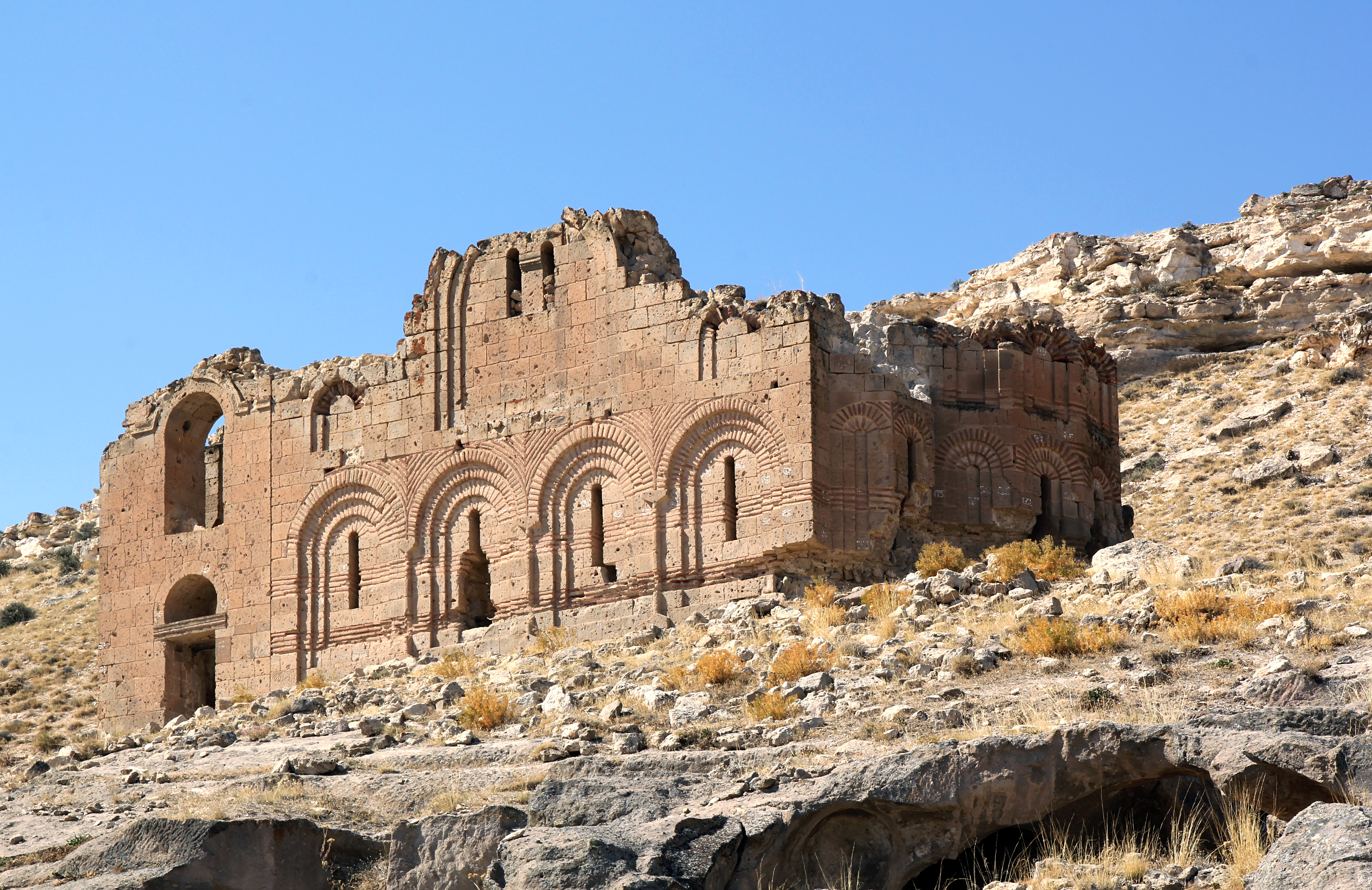
Ansicht von Osten
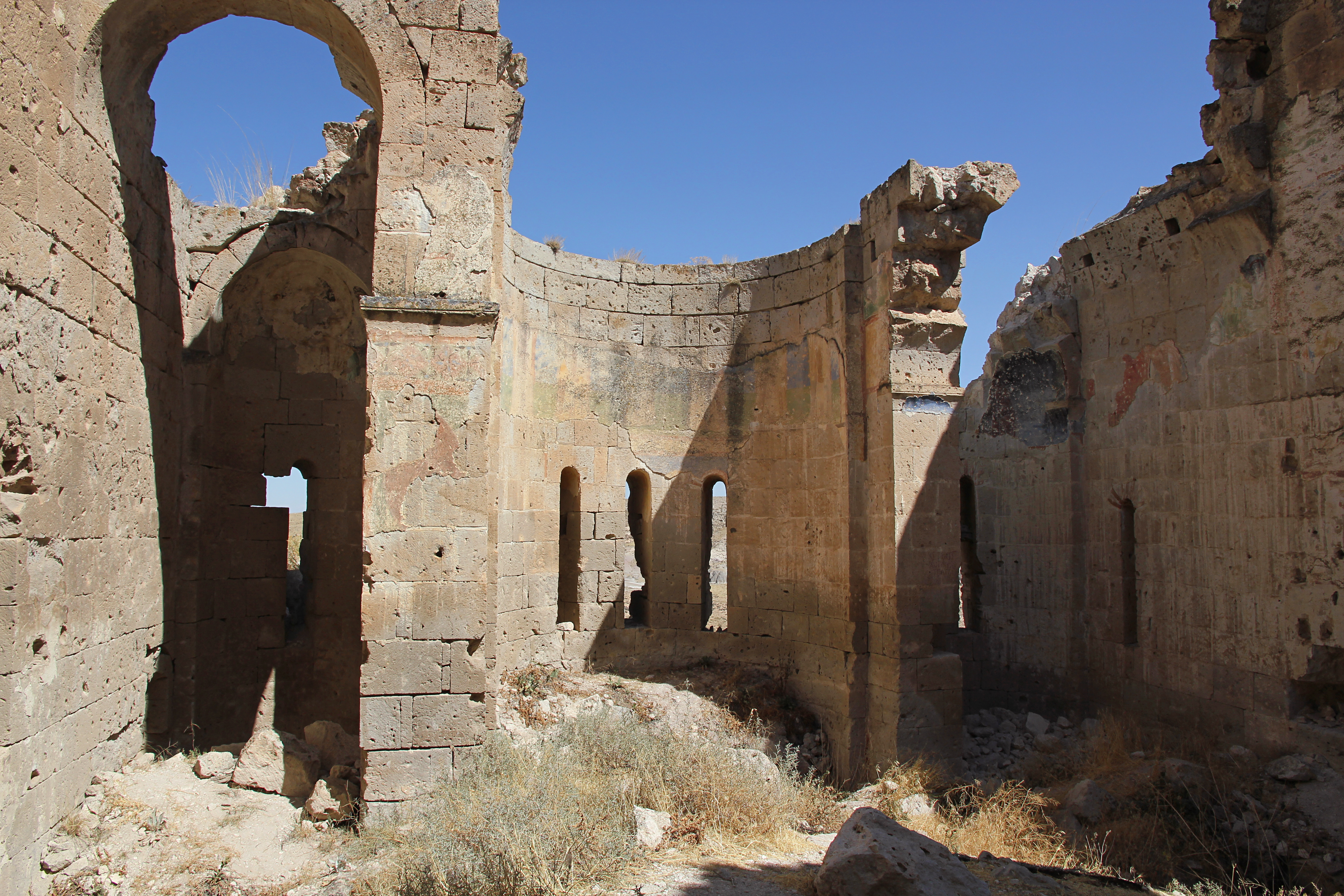
Apsiden
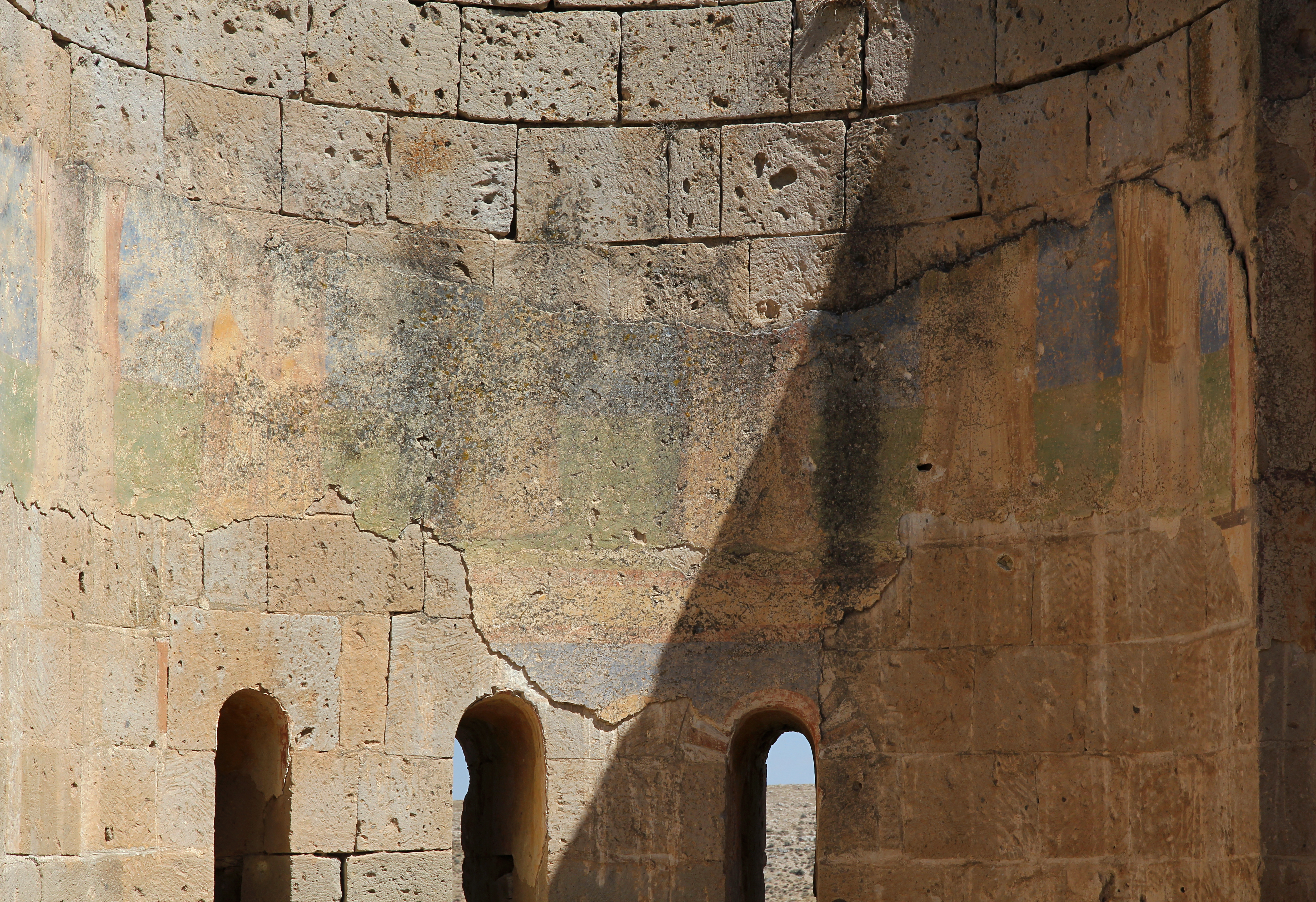
Reste von Heiligenbildern in der Hauptapsis
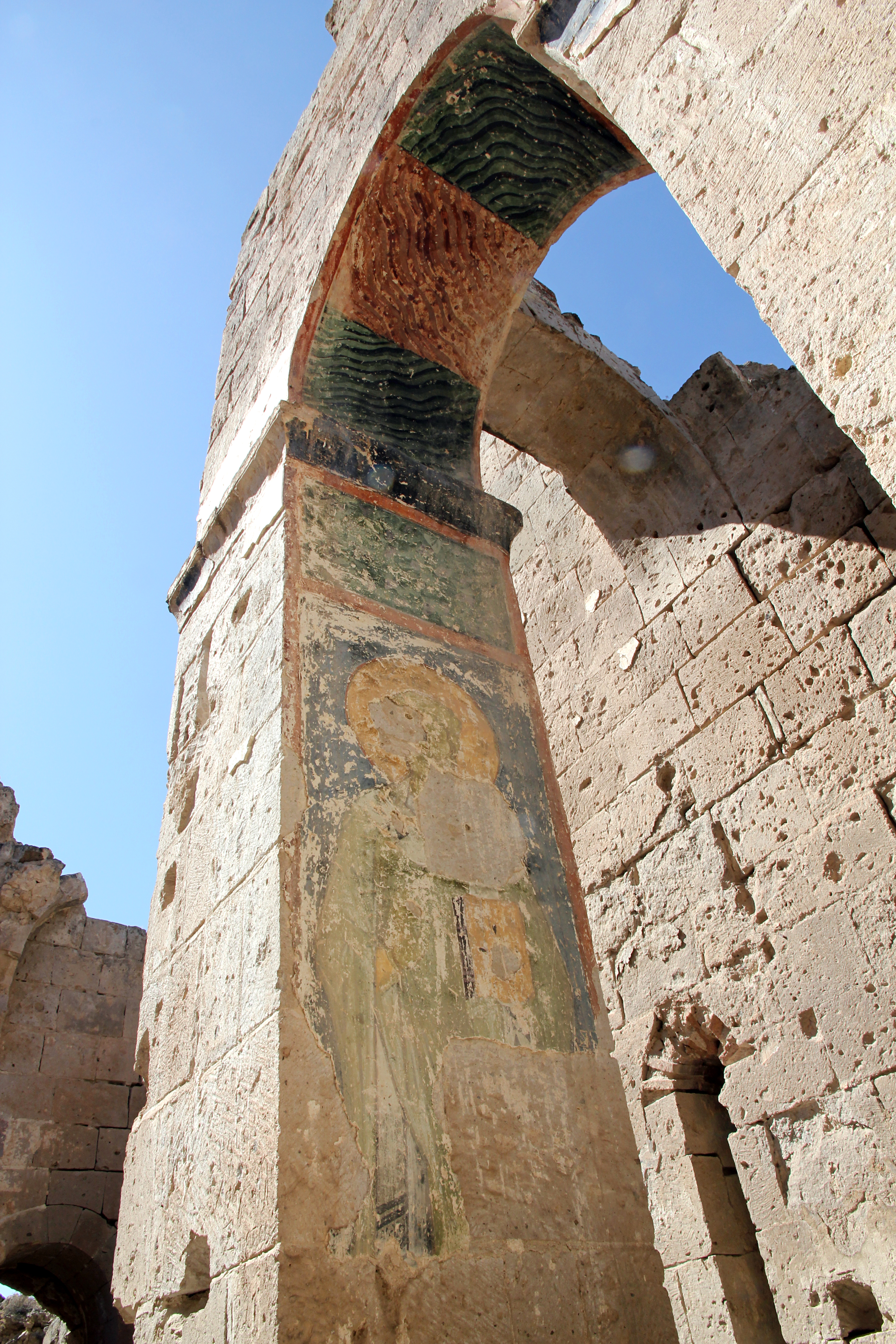
Freskenreste im Durchgang von der Mittel- zur Nordapsis
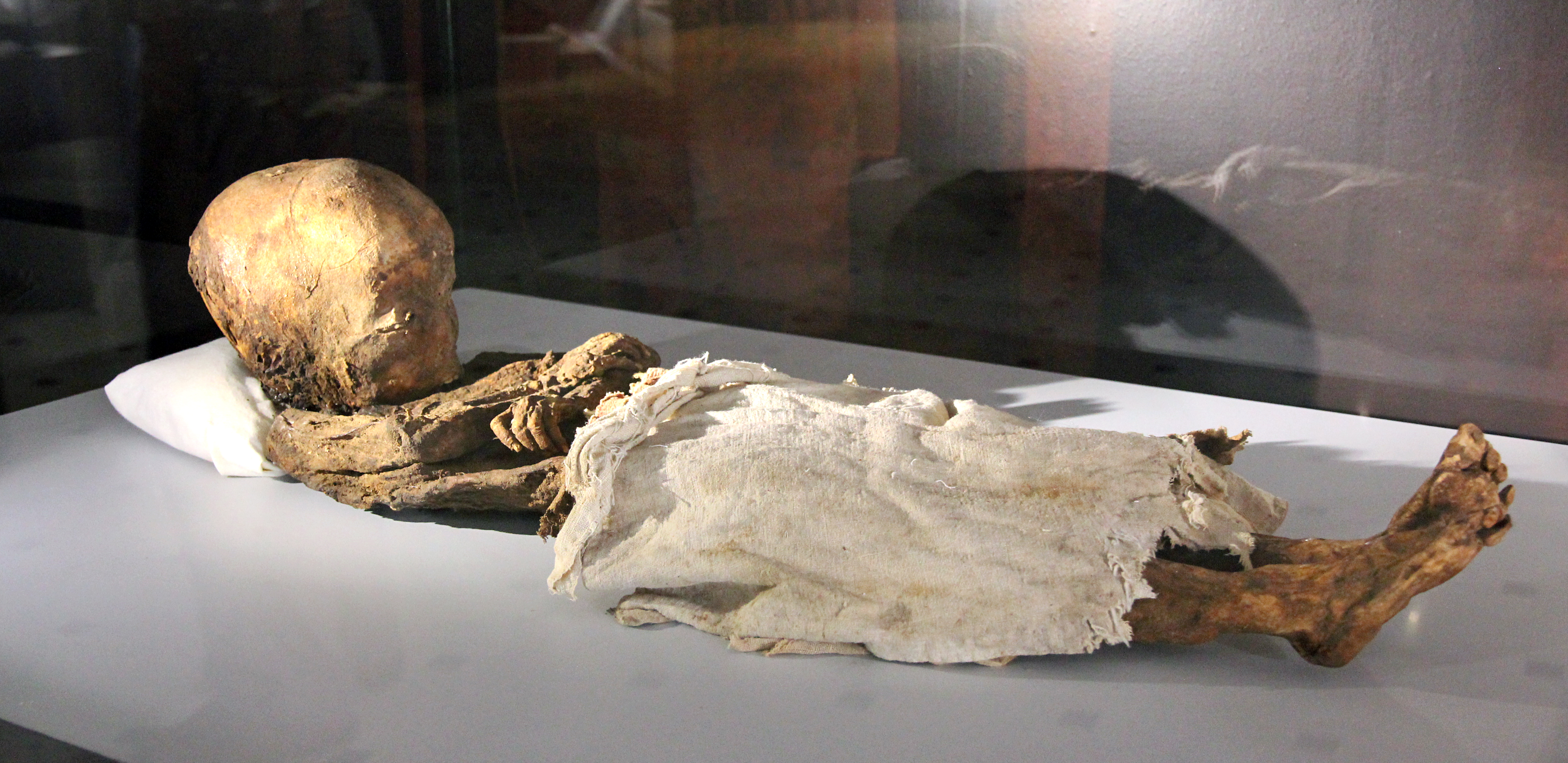
Kindermumie im Museum Aksaray

## Siedlung

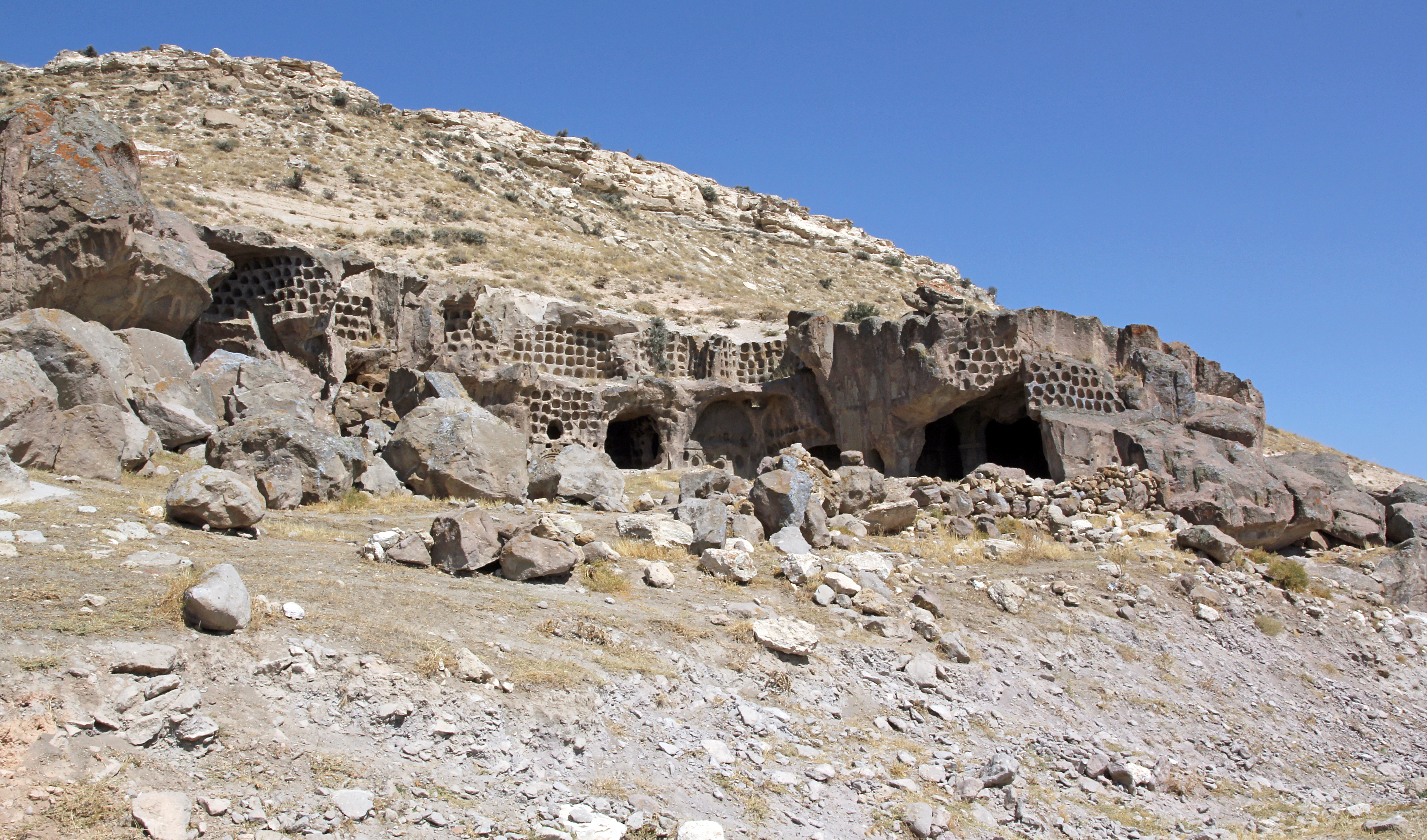
Wohnkomplex

Der Tafelberg, an dessen Südhang die Çanlı Kilise steht, ist dort hufeisenförmig. An seinem Rand entlang zieht sich eine umfangreiche Höhlensiedlung von der Kirche etwa 200 Meter nach Osten und fast einen Kilometer nach Nordwesten. Nach Ousterhouts Untersuchungen besteht sie aus etwa 25 größeren und einem Dutzend kleineren in den Fels gegrabenen Wohneinheiten. Sie bestehen aus Wohnräumen, Wirtschaftsräumen und einer oder mehreren Kirchen oder Kapellen. Da den Sakralgebäuden – mit einer Ausnahme – keine zentrale Stellung zugewiesen ist, sondern diese eher den Wohnräumen zukommt, sieht Ousterhout in den Einheiten, im Gegensatz zu früheren Forschern, keine Klöster, sondern Wohnkomplexe (courtyard residences). Sie gruppieren sich meist halbkreisförmig um einen Hof. An der zentralen Front sind heute zahllose kleine Fächer zu sehen, die als Taubenschlag dienten. Da den Höhlenbauten dort häufig eine Portikus vorgelagert war, waren sie dahinter verborgen. Vom Innenraum waren sie über Fenster zugänglich, damit der Taubendung geerntet werden konnte. In der Region, die über wenig fruchtbare Böden verfügt, war er als Dünger für die Landwirtschaft von großer Bedeutung. Der gegliederte Hauptraum hinter der Fassade war teils rechteckig, teils auch kreuzförmig angelegt, dazu kamen Nebenräume wie Lager, Ställe, Zisternen mit Zufluss von oben sowie Küchen mit konischem Gewölbe und Rauchabzug. Als die Siedlung an Bedeutung verlor, wurden die Wohnkomplexe aufgeteilt zur Nutzung durch mehrere Familien, später aufgegeben oder nur noch landwirtschaftlich genutzt.
Ousterhout zählte auf dem Gelände etwa dreißig Felskirchen und -kapellen, die meist an der Seite des Hofes lagen. Zu einigen davon gehörten Grablegen im Narthex oder einer von dort aus zugänglichen Nebenkammer. Der vorherrschende Bautyp ist die Kreuzkuppelkirche mit von fein gearbeiteten Säulen getragener Zentralkuppel, entsprechend der Çanlı Kilise, aber auch Tonnengewölbe und kreuzförmige Innenräume sind vertreten. Bemerkenswert sind die häufig vorkommenden Kreuzrippengewölbe. Eine Chorschranke (Templon) ist selten vorhanden, in den meisten Kirchen ist der Chor von Naos lediglich durch eine oder zwei niedrige Stufen getrennt. In etlichen der Kirchen sind Reste von Fresken zu sehen, allerdings sind nur noch wenige Details zu erkennen. Eine Kirche am Nordwestende der Siedlung zeigt eine Deësis in der Apsis, in einer anderen, in der Mitte des Ortes, ist die Legende der Drei Hebräer im feurigen Ofen dargestellt. Neben den in den Fels gegrabenen Kirchen wurden auch Fundamente einer Anzahl gemauerter Kirchen gefunden. Aufgrund der Fresken und anderer architektonischer Details konnten die Kirchen und die Siedlung ins 10. und 11. Jahrhundert datiert werden.
Oberhalb der Wohnkpomplexe sind auch noch einige „unterirdische Städte“ in den Fels gehauen, die allerdings wegen ihrer geringen Größe im Vergleich zu den entsprechenden Höhlenkomplexen in Kappadokien eher als unterirdische Dörfer zu bezeichnen sind. Die Eingangstunnel sind mit den üblichen Rollsteinen verschlossen, die innere Architektur dagegen unterscheidet sich von anderen kappadokischen Untergrundstädten. So sind hier neben aus dem Stein gearbeiteten Architekturelementen wie Simsen und Gewölben auch Bruchsteinmauern vorhanden. Ousterhout vermutet, dass es sich zumindest bei einigen um ehemals offene Hofkomplexe handelt, die durch Erdrutsche verschüttet wurden.
Im Zuge der Untersuchungen der 1990er Jahre wurden drei weitere Siedlungskomplexe entdeckt. Einer liegt etwa einen Kilometer nördlich, in der Kirche wurden Mosaikreste gefunden. Die Siedlung ist wohl in frühchristliche Zeit im 6. Jahrhundert zu datieren. Ein weiterer Komplex liegt einen Kilometer östlich. Vermutlich handelte es sich um ein Kloster, dessen Überreste allerdings stark verschüttet sind. Die dritte Siedlung liegt etwa drei Kilometer nordöstlich in Richtung Çeltek, zu ihr gehörten drei Felsenkirchen. Alle drei Orte wurden noch nicht eingehend erforscht.

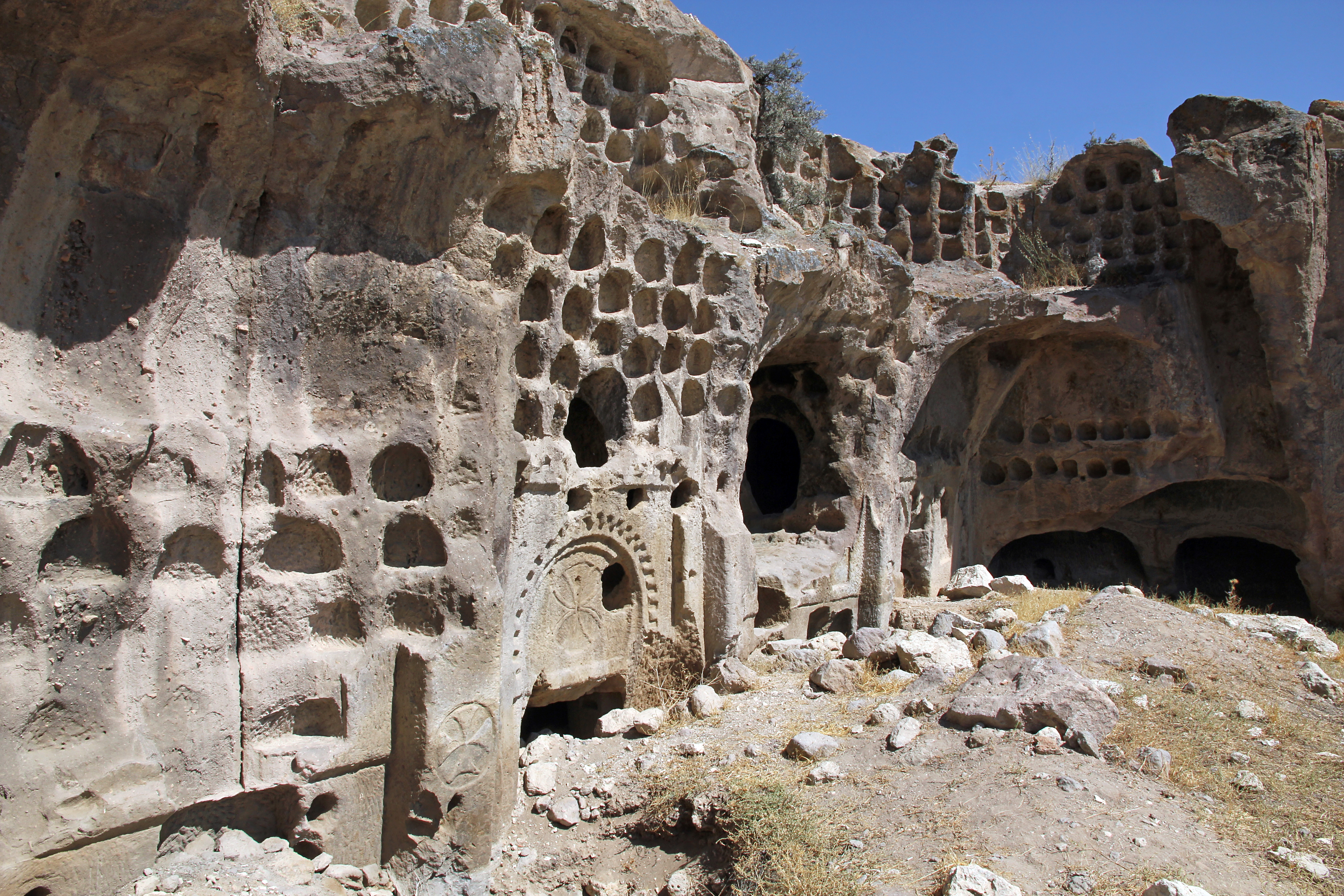
Fassade mit Taubenschlägen
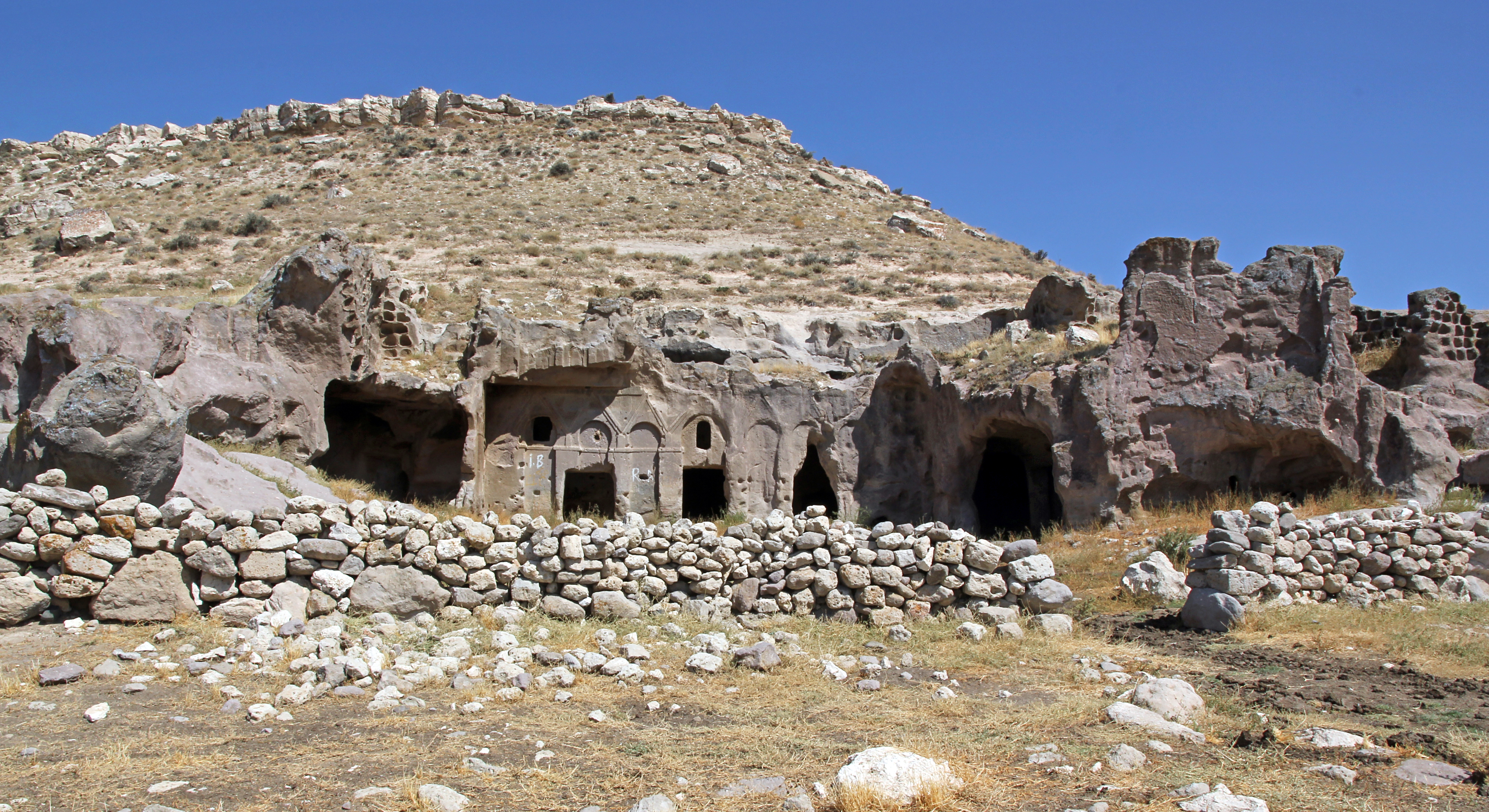
Wohnkomplex
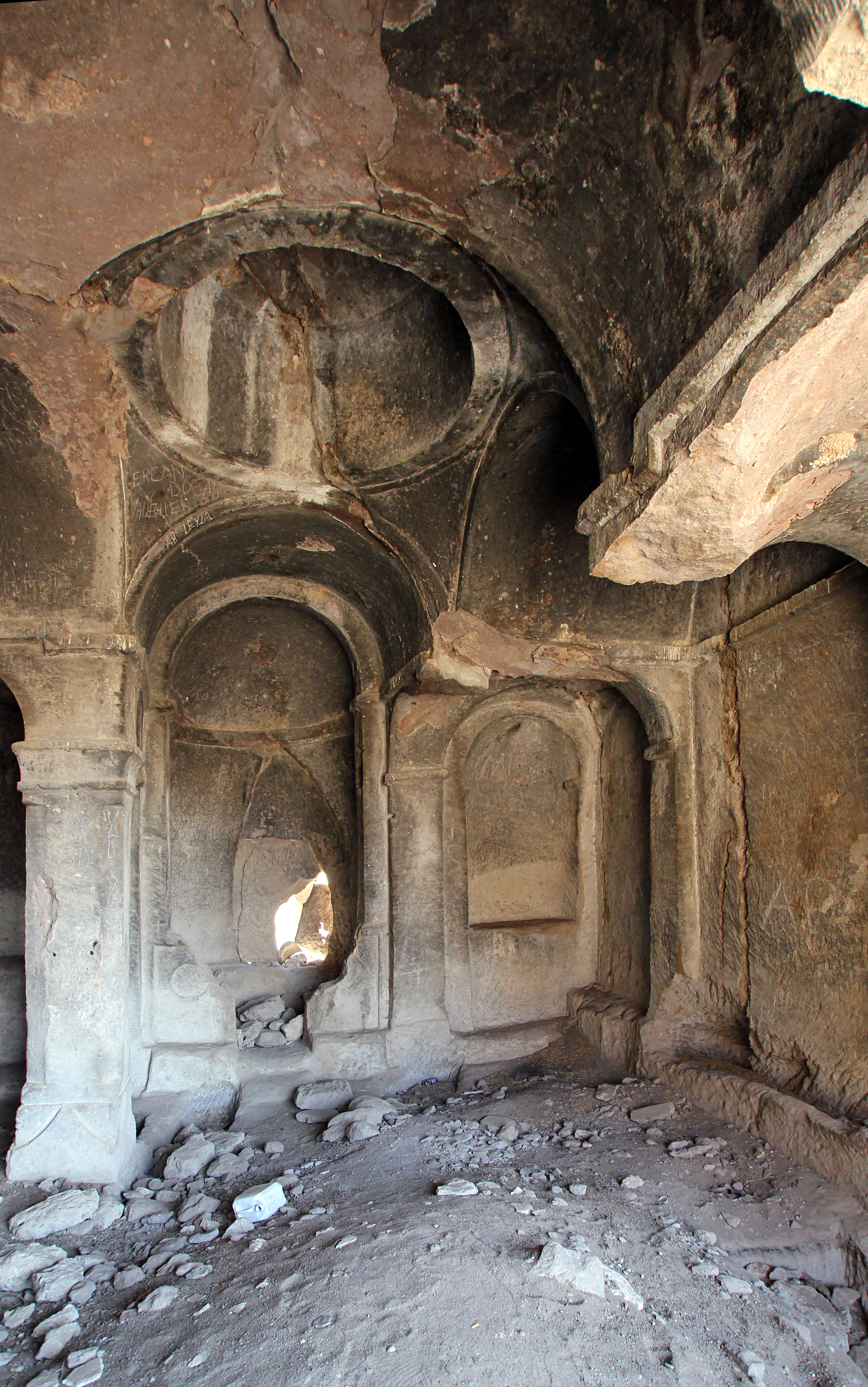
Innenraum einer Kirche
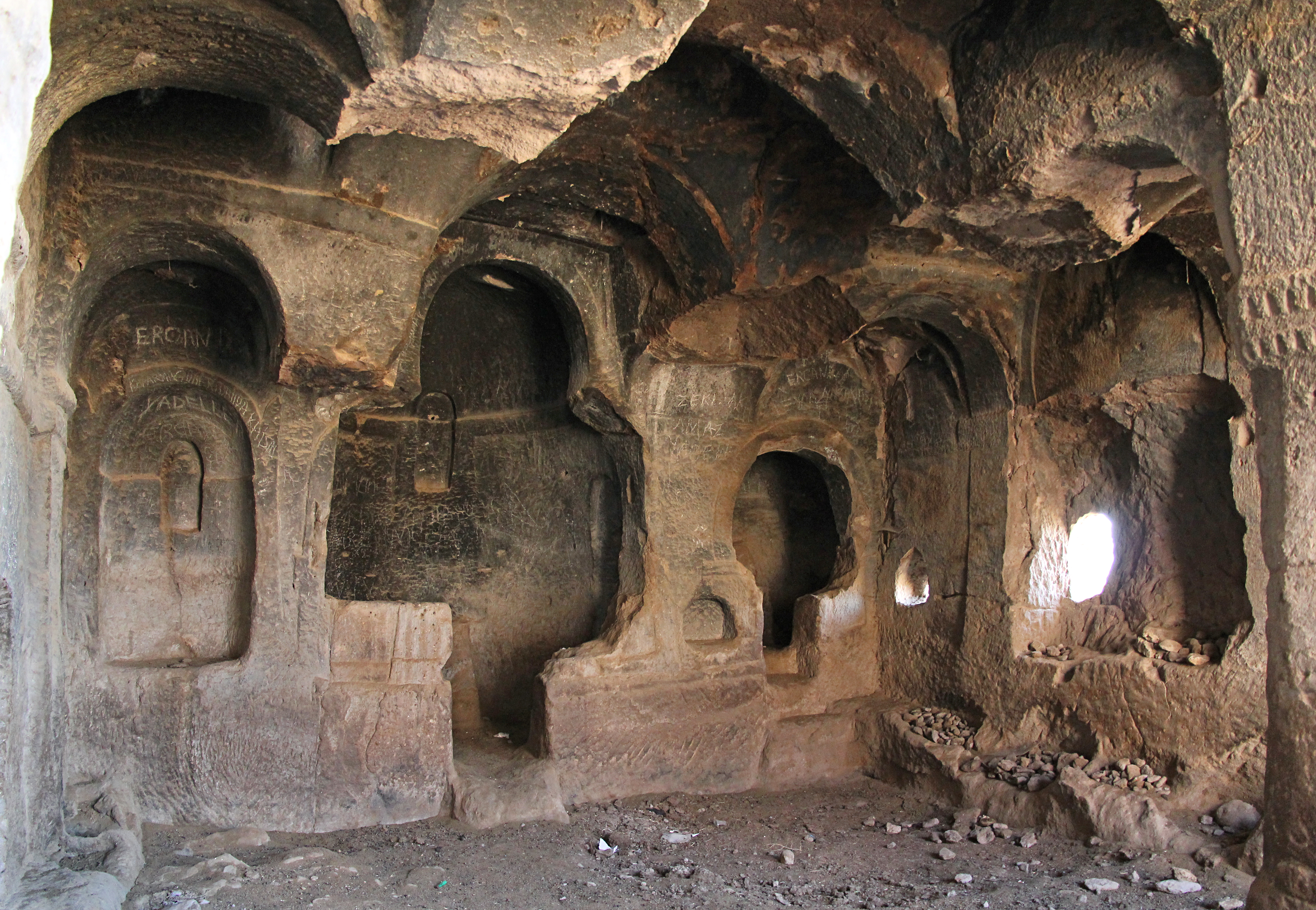
Innenraum einer Kirche